# Langblättriger Ehrenpreis
Langblättriger Ehrenpreis (Veronica longifolia), auch Langblättriger Blauweiderich oder Strand-Ehrenpreis genannt, ist eine Pflanzenart aus der Gattung Ehrenpreis (Veronica) innerhalb der Familie der Wegerichgewächse (Plantaginaceae). Diese relativ großwüchsige Ehrenpreis-Art wächst insbesondere in Stromtälern.

## Beschreibung

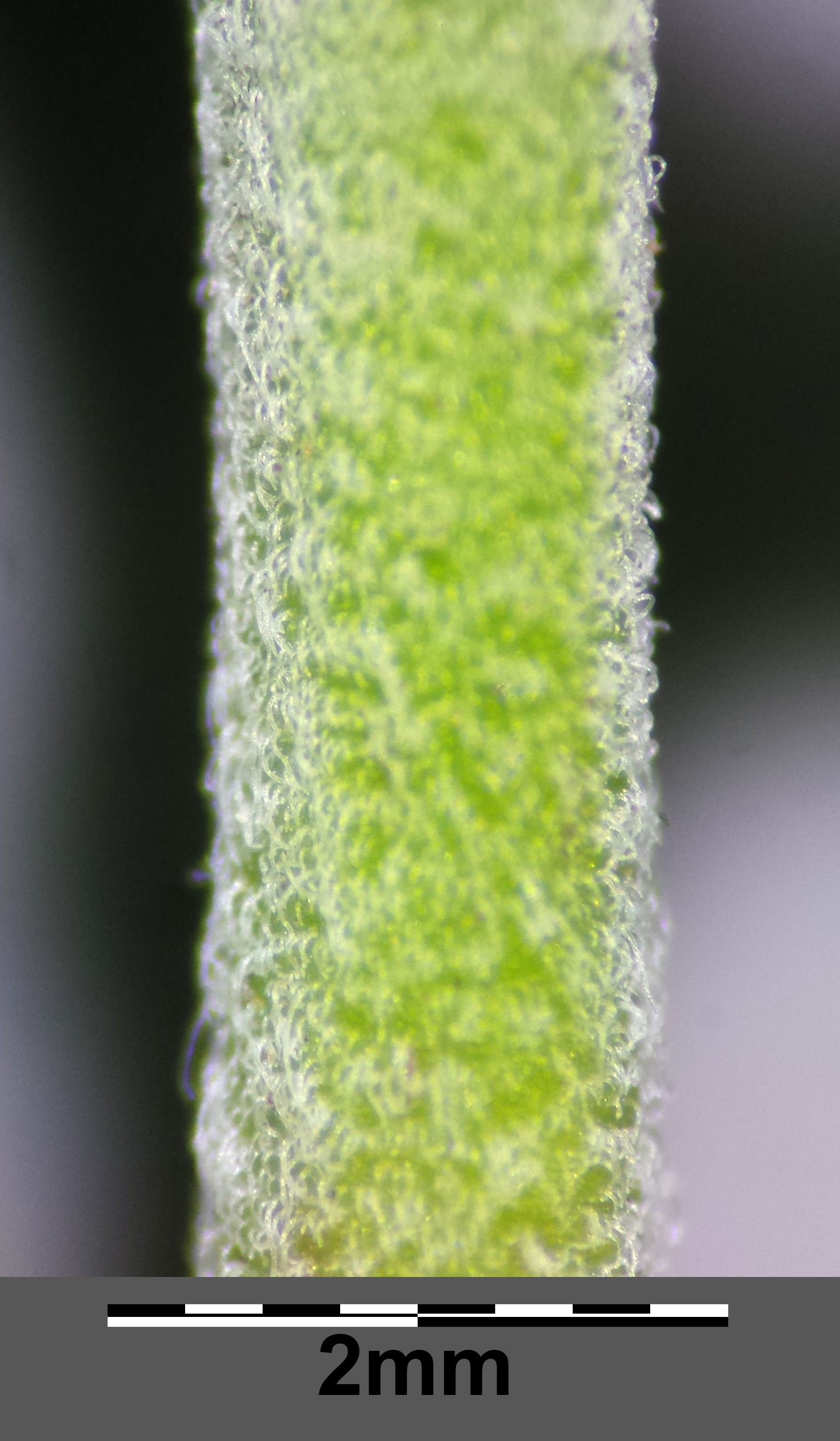
Der Stängel ist oben dicht mit krausen, abwärts gerichteten, drüsenlosen Haaren besetzt

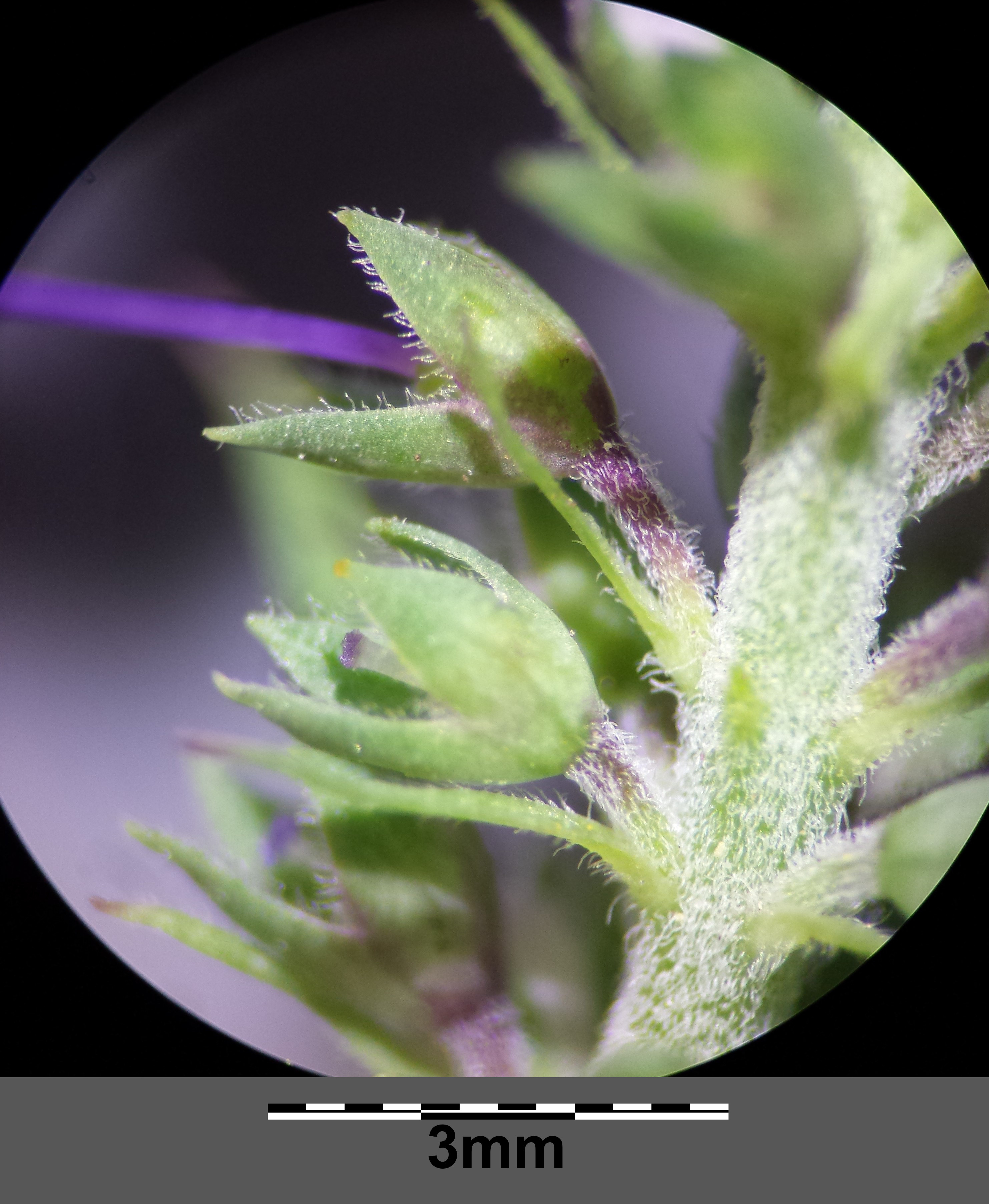
Fruchtstand: der Fruchtstiel ist kürzer als sein Deckblatt. Die Kelchblätter sind drüsenlos bewimpert

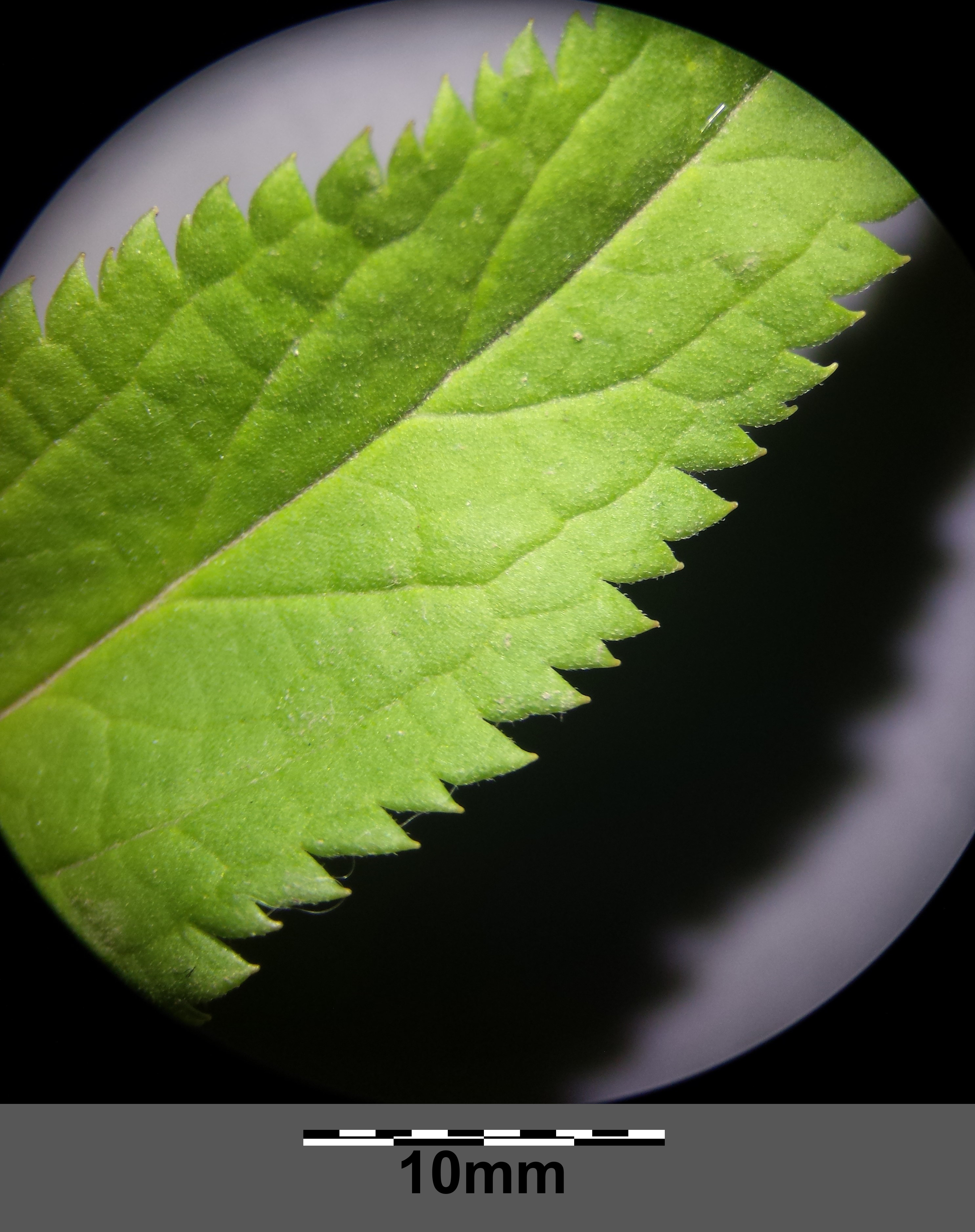
Der Laubblattrand ist gesägt

### Vegetative Merkmale
Beim Langblättrigen Ehrenpreis handelt es sich um eine ausdauernde krautige Pflanze, die Wuchshöhen von 60 bis 100, selten bis zu 120 Zentimetern erreicht. Der aufrechte, drüsenlose Stängel weist im oberen Teil abwärts gerichtete Haare auf.
Die lanzettlichen Stängelblätter sind spitz zulaufend und am Rand scharf gesägt. Bei der Unterart Veronica longifolia subsp. longifolia ist der Blattgrund gestutzt bis herzförmig; die meist gegenständig angeordneten Laubblätter sind etwas breiter (bis zu vier Zentimeter) und regelmäßiger gesägt. Bei der Unterart Veronica longifolia subsp. maritima sind die drei- bis vierwirtelig wachsenden Blätter eher schmal-lanzettlich, unregelmäßiger gesägt und der Blattgrund ist keilig. Die Unterscheidung der Unterarten ist allerdings taxonomisch noch umstritten.

### Generative Merkmale
Die Blütezeit reicht von Juni bis August. Viele Blüten sind in einem auffälligen, traubigen Blütenstand angeordnet. Die zwittrige Blüte besitzt eine doppelte Blütenhülle. Die blaue (selten blaulila) Blütenkrone ist trichterförmig; die Blütenröhre ist länger als breit.
Die Chromosomenzahl beträgt 2n = 68 oder 34.

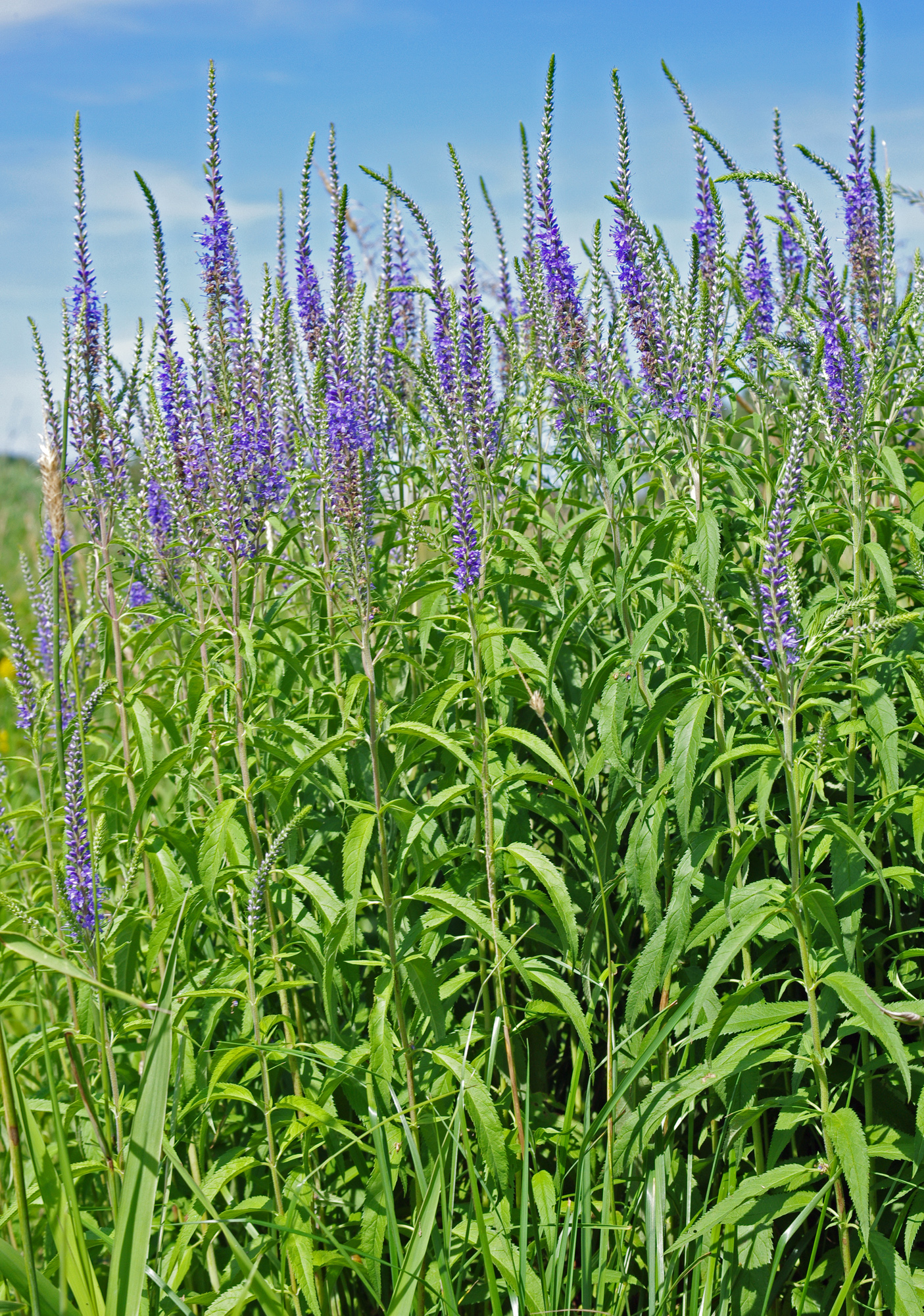
Bestand in der niedersächsischen Elbtalaue

## Vorkommen
Das Verbreitungsgebiet ist nordisch-eurasisch-kontinental. Sie gedeiht in den gemäßigten Gebieten Eurasiens. Sie kommt in Europa in fast allen Ländern vor und fehlt nur in Portugal, Spanien, Irland, Großbritannien, in der Schweiz, in Bosnien-Herzegowina, Albanien, Nordmazedonien und Griechenland. In Island und Dänemark kommt sie nur eingeschleppt vor. In Deutschland wird die Westgrenze der Verbreitung erreicht.
In Deutschland ist der Langblättrige Ehrenpreis im Norden mit zerstreuter Häufigkeit entlang der größeren Flusstäler anzutreffen (beispielsweise am Niederrhein, an der Ems, der Aller, der Elbe, der Havel und der Oder). Im Süden ist er selten, mit Schwerpunkten im Rhein-Main-Gebiet und an der Donau, zu finden.
Der Langblättrige Ehrenpreis ist eine Stromtalpflanze, die in feuchten Uferstaudenfluren, an Auengebüschen, in Moorwiesen und an Gräben gedeiht. Die Standorte sind in der Regel wechselnass bis nass, nährstoff- und basenreich; vor allem sind es modrig-humose Ton- oder Torfböden, aber auch sandige Lehmböden. Der Langblättrige Ehrenpreis ist eine wärmebedürftige Licht-Halbschattenpflanze. Nach Ellenberg ist sie außerdem ein Schwachsäure- bis Schwachbasenzeiger und eine Verbandscharakterart der Mädesüß-Uferfluren (Filipendulion ulmariae). Nach Oberdorfer ist sie in Mitteleuropa eine Charakterart des Veronico longifoliae-Euphorbietum palustris.

## Systematik
Die Erstveröffentlichung von Veronica longifolia erfolgte 1753 durch Carl von Linné in Species Plantarum, Tomus I, S. 10. Synonyme für Veronica longifolia L. sind beispielsweise Veronica maritima L., Pseudolysimachion longifolium (L.) Opiz.
Die Unterscheidung von Unterarten ist umstritten; manche Autoren trennen nach:
- Veronica longifolia L. subsp. longifolia: Sie hat die Chromosomenzahl 2n = 68.[2]
- Veronica longifolia subsp. maritima (L.) Soó & Borsos: Sie hat die Chromosomenzahl 2n = 34.[2]

In mancher botanischer Literatur wird Veronica maritima L. als Artname verwendet und es wird eine Sammelart Veronica longifolia agg. aus Veronica longifolia s. str. und Veronica maritima unterschieden.

## Naturschutz
Der Langblättrige Ehrenpreis ist nach der Bundesartenschutzverordnung „besonders geschützt“ und wird in der Roten Liste Deutschlands als „gefährdet“ eingestuft. Er war Blume des Jahres 2018.

## Nutzung
Der Langblättrige Ehrenpreis wird in den gemäßigten Gebieten auch als Zierpflanze in Parks und Gärten verwendet. Dabei gibt es mehrere Sorten in Lila, Blau und Weiß. Es gibt auch Hybriden mit dem Ährigen Ehrenpreis (Veronica spicata Syn.: Pseudolysimachion spicatum). Die Zierpflanzen verwildern leicht; bei isolierten Vorkommen in der Landschaft, gerade auch außerhalb von Stromtälern, besteht daher oft der Verdacht auf eine solche Verwilderung.